# Карликові неправильні галактики

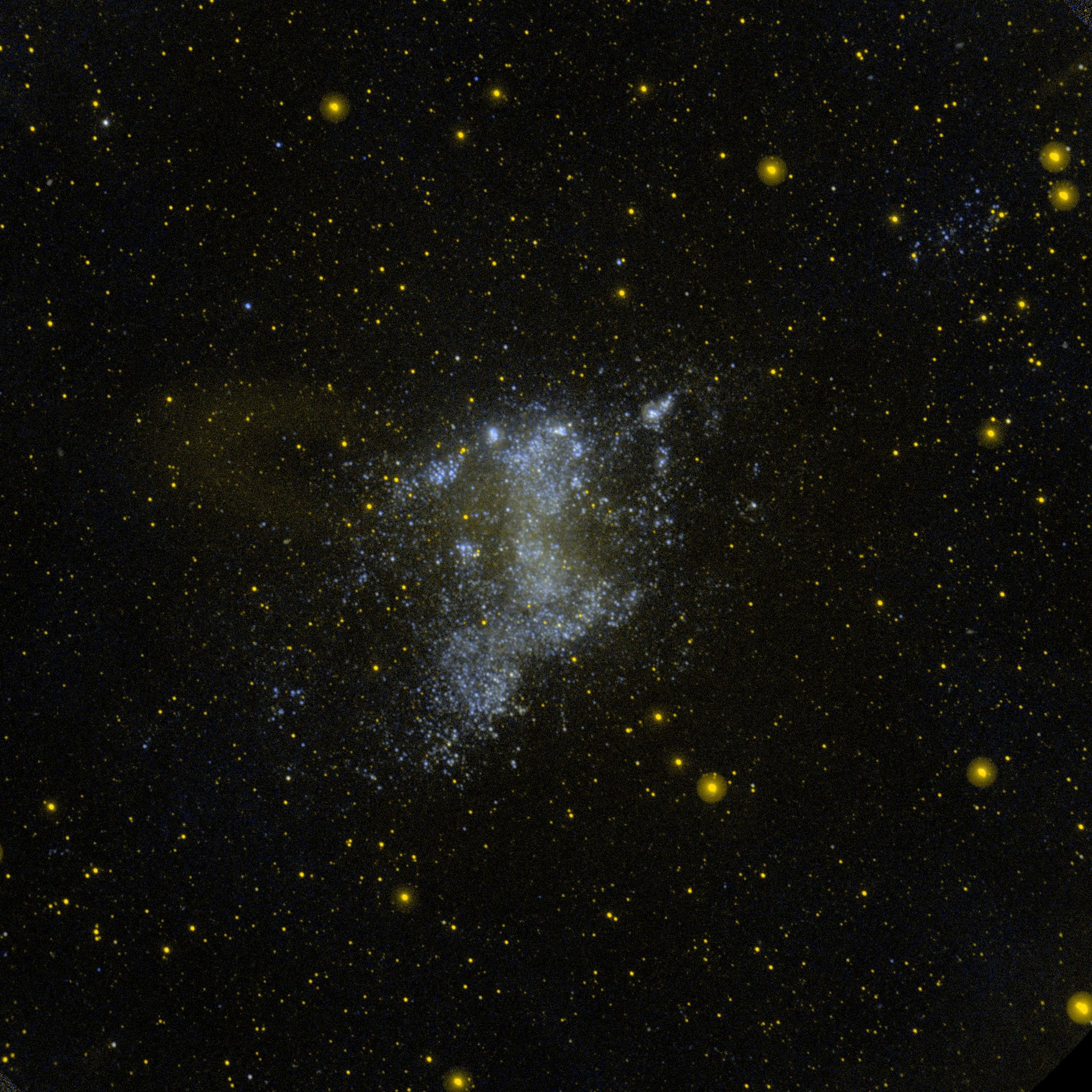
Галактика NGC 6822 в ультрафіолетовому діапазоні

Карликові неправильні галактики (dIm) — карликові галактики з неоднорідним розподілом яскравості в зображенні. Імовірно, карликові неправильні галактики подібні до звичайних  неправильних галактик, але відрізняються меншим розміром. Умовною межею низької світності вважають величину 108 L☉.  Карликові неправильні галактики досить неоднорідні за  яскравістю та не мають чіткого ядра. Вони відрізняються великою різноманітністю форм. Особливістю карликових неправильних галактик (на відміну від карликових еліптичних) є наявність потужних ділянок зореутворення, які містять яскраві молоді  зірки, і значна кількість міжзоряного газу. У кількох близьких dI-галактиках вдалося виявити хмари іонізованого гідрогену.

## Порівняння зі сфероїдальними карликовими галактиками
У карликових неправильних галактиках переважають маломасивні зорі, що розподілені сферично-симетрично, як і в  карликових сфероїдальних галактиках (dSph). Якби не значна кількість газу і пов'язаних з ним молодих яскравих зір, то між цими двома видами галактик не було б різниці. Відомо, що dI-галактики зазвичай розташовані осторонь великих галактик, у той час як dSph-галактики знаходять переважно поблизу них. У кількох дослідженнях було доведено, що dI-галактики можуть втрачати свій газ під час проходження поблизу великих галактик. Це відбувається через те, що в таких місцях збільшена концентрація міжгалактичного газу. Швидкість галактики щодо цього газу може досягати 1000  км /  з. Через це утворюється потужний газовий потік, який «вимітає» власний газ карликової галактики.

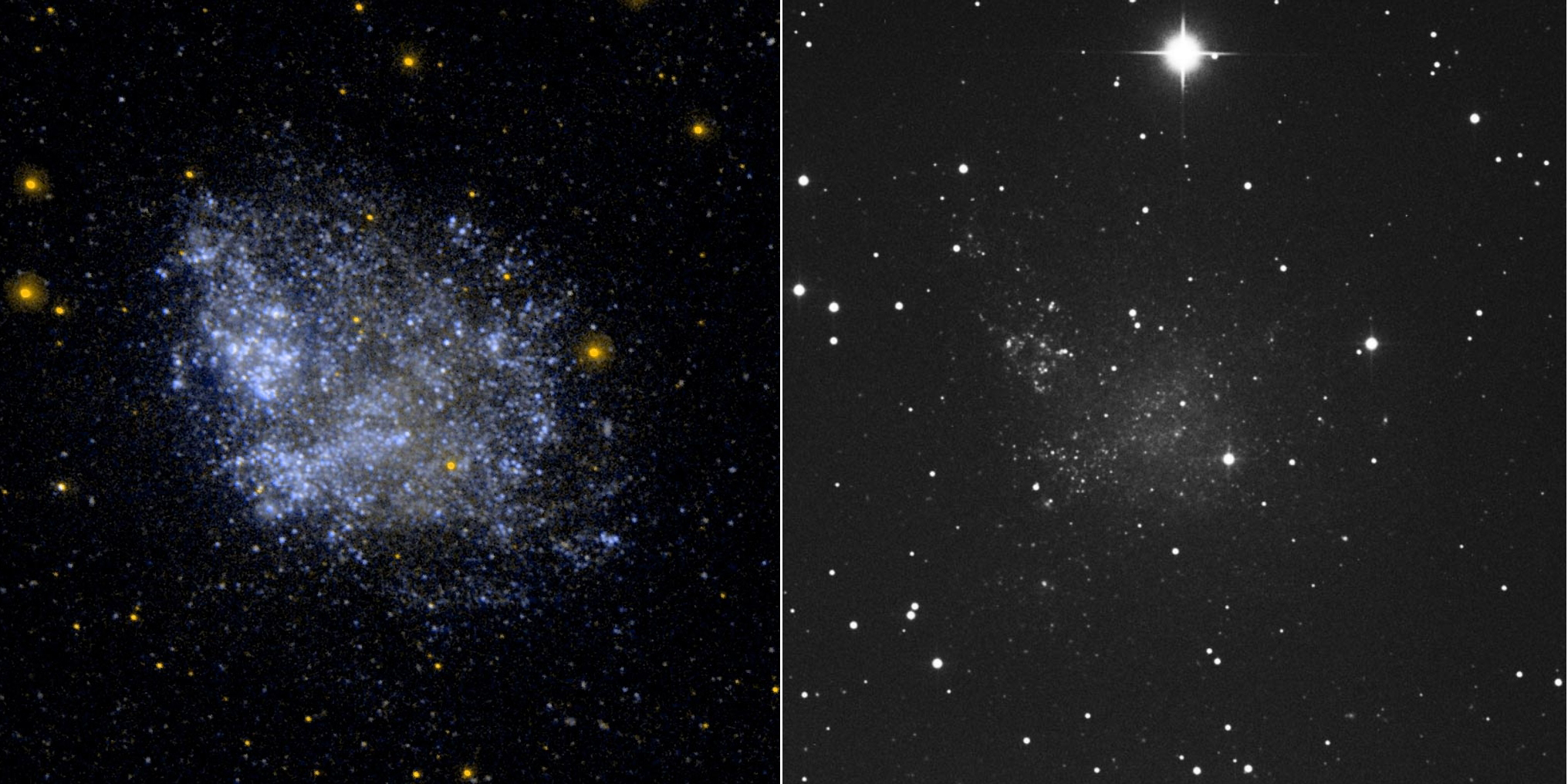
Карликова неправильна галактика IC 1613 у видимому й ультрафіолетовому діапазонах

## Зореутворення
Деякі карликові неправильні галактики випромінюють значну частину енергії в блакитній і синій ділянках спектра. Це досить незвично для галактик, оскільки більшість зір у них зазвичай має малу масу й максимум їх світності — на червоній ділянці спектра. Це стає можливим завдяки тому, що в цих галактиках відношення кількості яскравих молодих зір до загальної маси зір значно більше, ніж у нормальних галактиках, тому такі зорі вносять істотний внесок у повну світність.
Зореутворення в галактиках відбувається нерівномірно, як у часі, так і в просторі. У «нормальних» галактиках ділянки зореутворення мають характерний розмір близько декількох сотень парсек та існують кількадесят мільйонів років, після чого руйнуються за рахунок нагріву міжзоряного середовища випромінюванням молодих блакитних зір. У той же час карликові галактики самі мають розмір порівнянний з розміром осередку зореутворення. Тому, зореутворення в dI-галактиках мало б відбуватися спалахами. В результаті численного моделювання було виявлено, що чим менша галактика, тим яскравіше виглядає спалах зореутворення в ній.

## Приклади карликових неправильних галактик
Першою вивченою dI-галактикою стала NGC 6822. Вона була першою  галактикою в якій  Е. Хаббл виявив цефеїди. Іншим прикладом карликової неправильної галактики є IC 1613, досліджена  В. Бааде в 30-х роках XX ст.

## Галерея

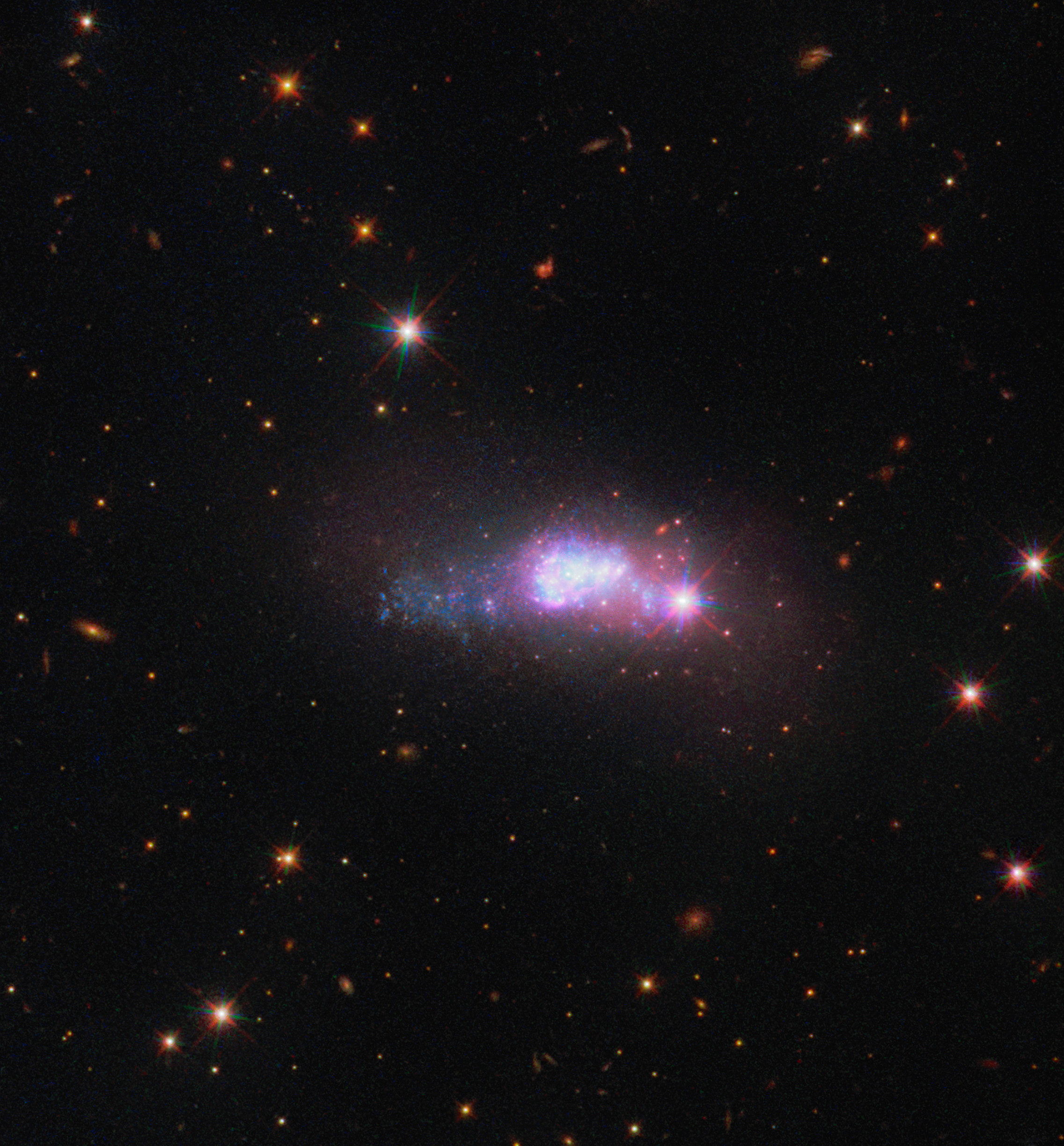
Блакитна карликова галактика ESO 338-4.
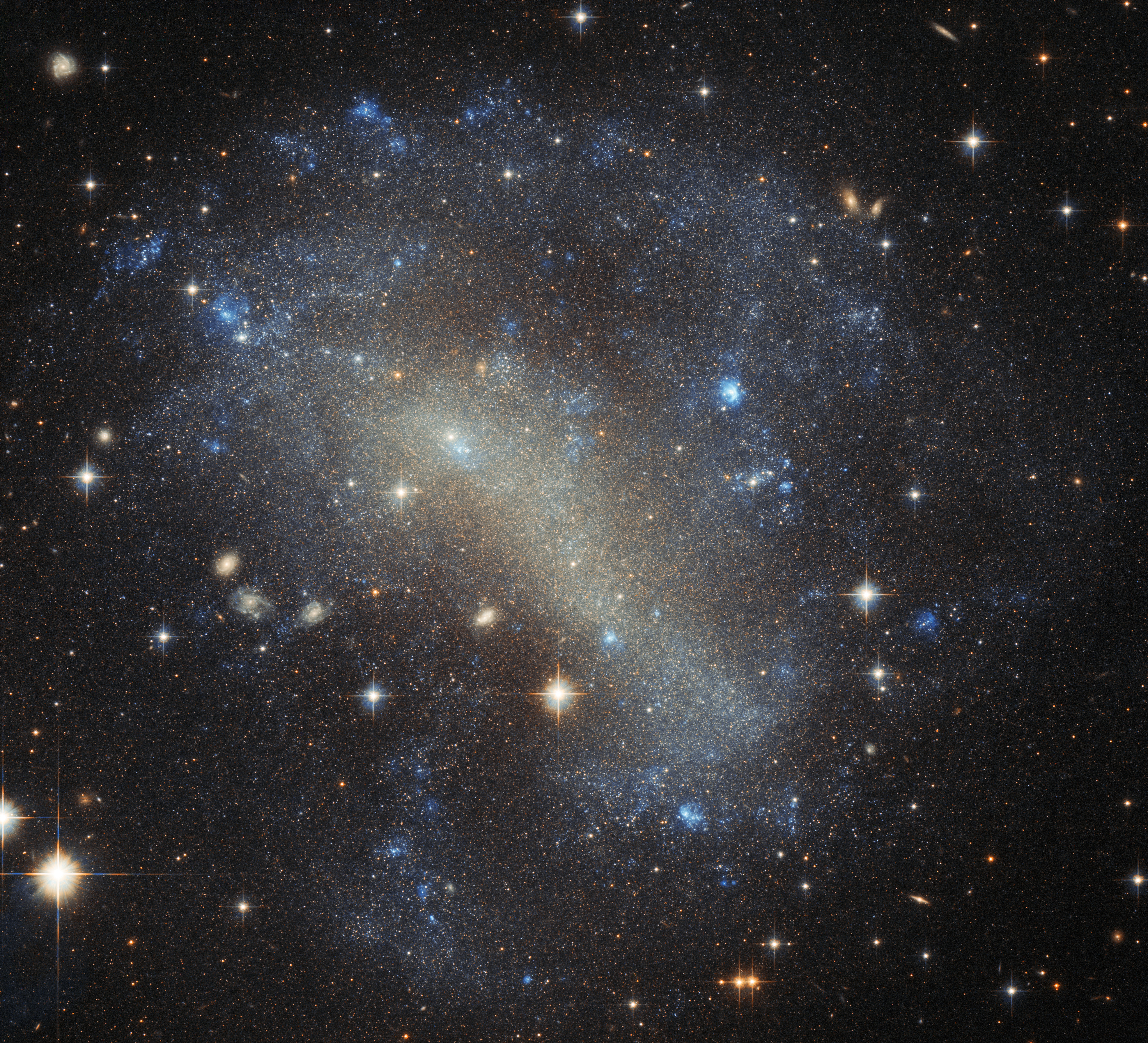
IC 4710 знаходиться на відстані приблизно 25 мільйонів світлових років від нас у південному сузір'ї Пави.
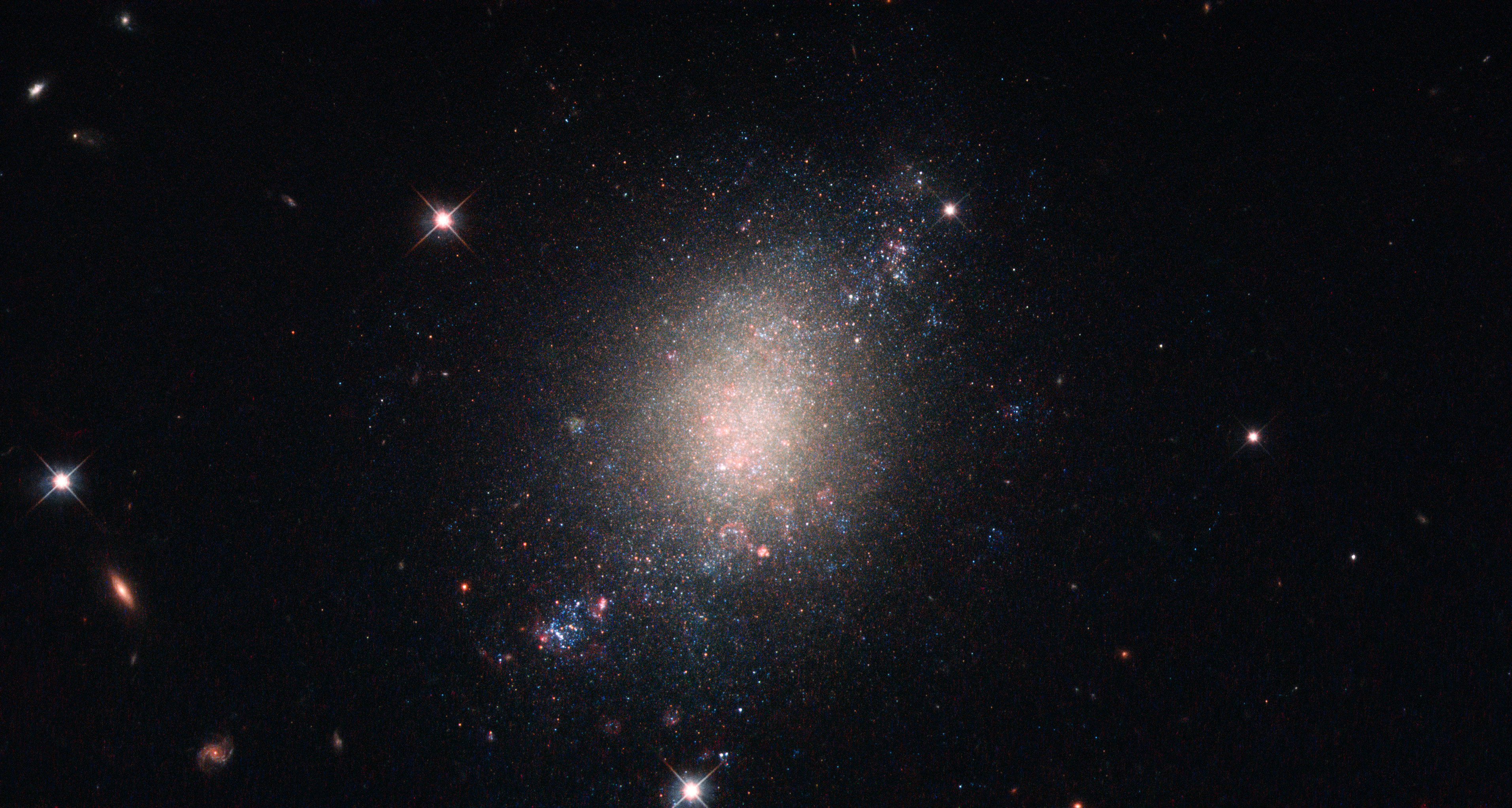
ESO 486-21-спіральна  карликова галактика з неправильною та нечіткою структурою.
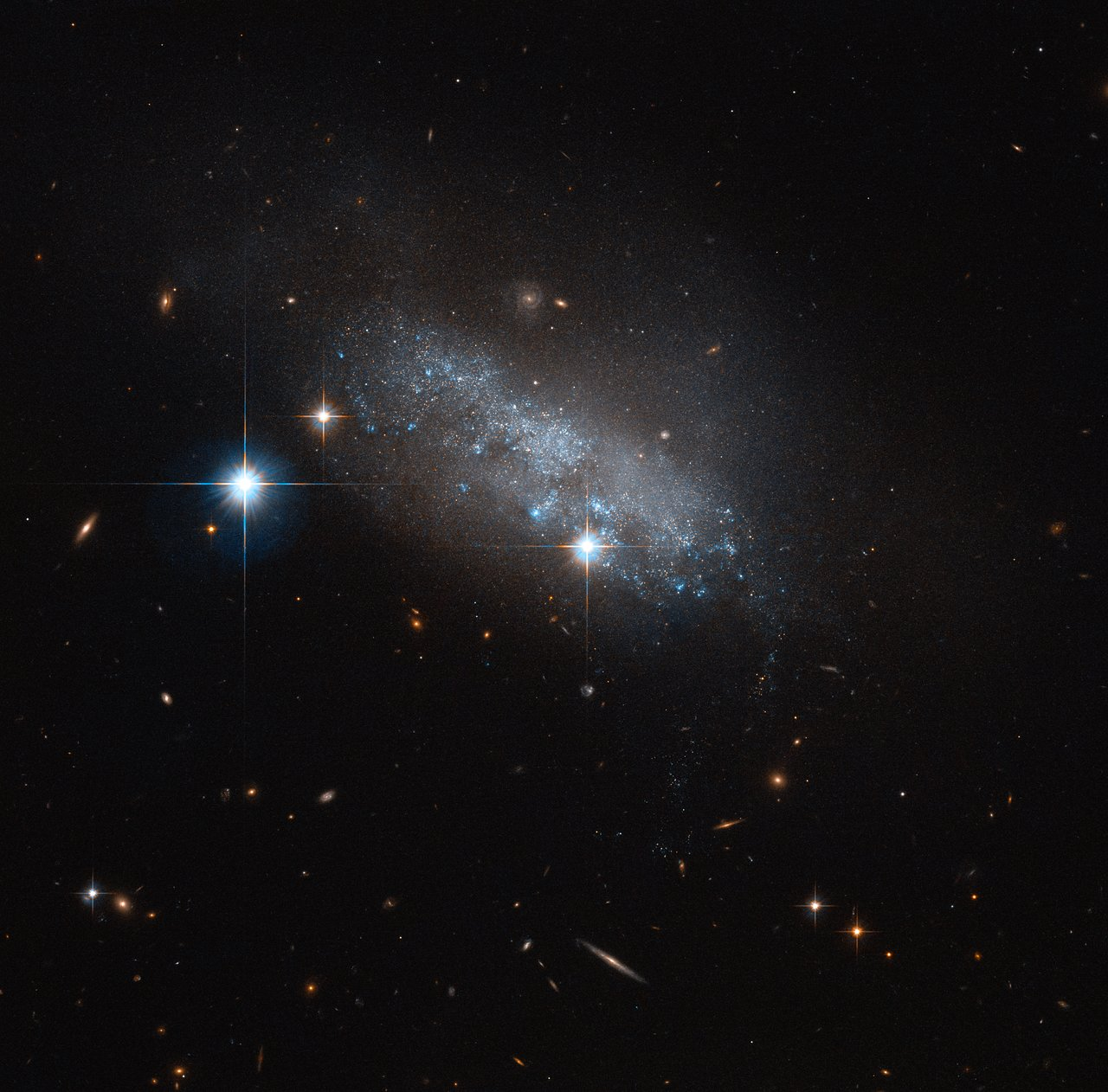
Неправильна карликова галактика IC 3583 має смугу зірок
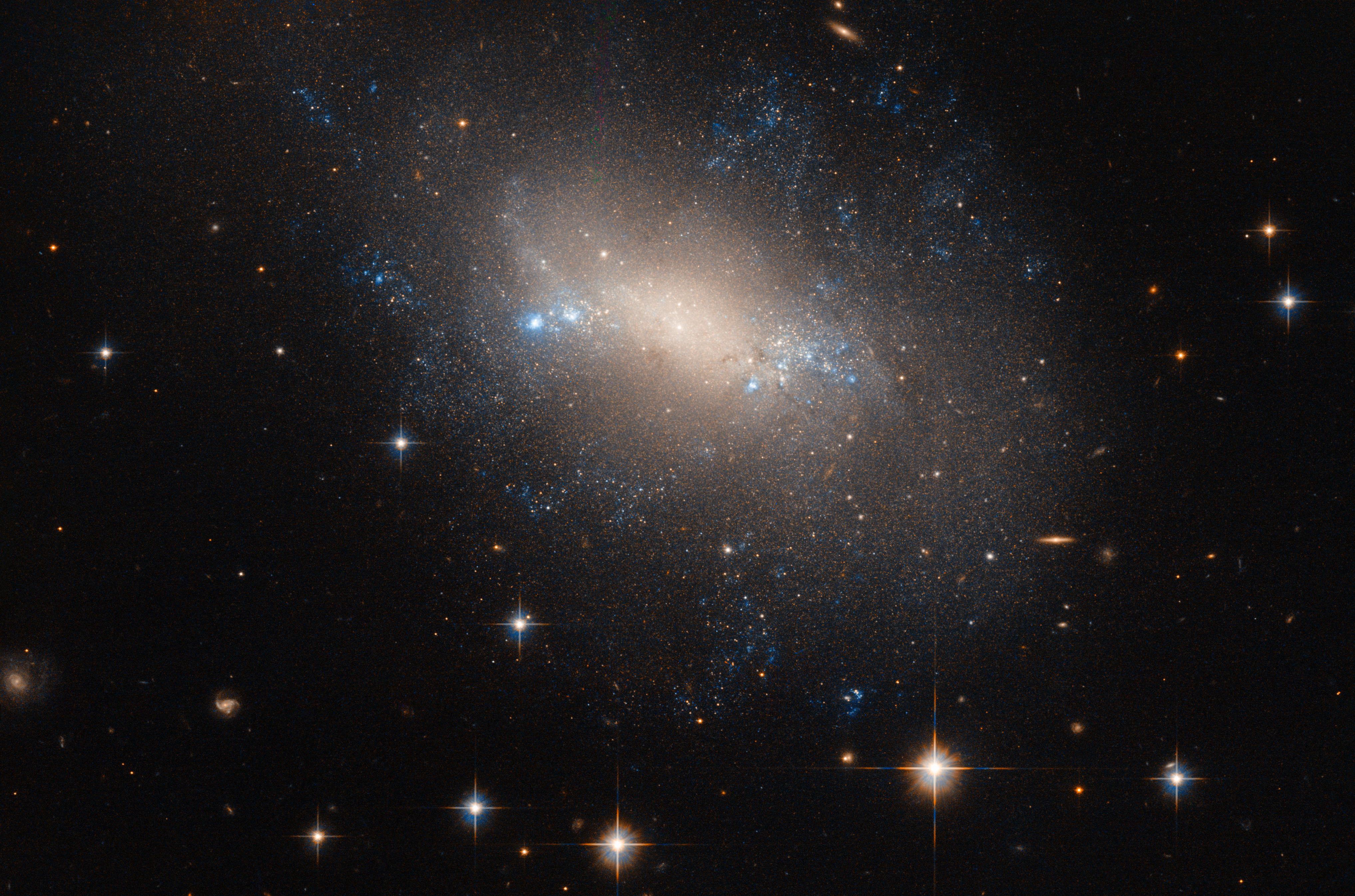
NGC 2337 - неправльна карликова галактика, яка знаходиться на відстані 25 мільйонів рокі від нас у сузір'ї Рисі .
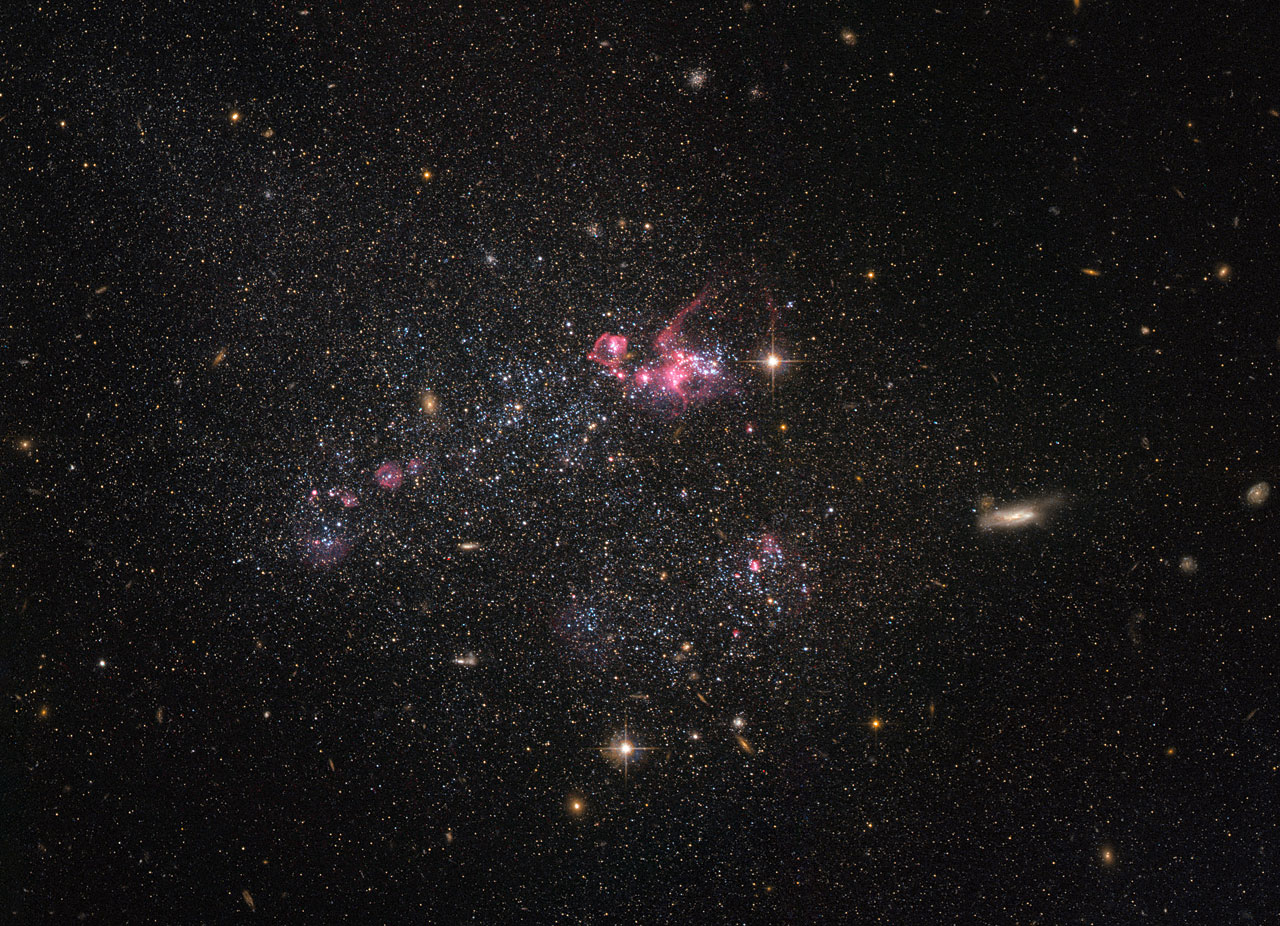
UGC 4459 -неправильна карликова галактика, розташована приблизно на відстані 11 мільйонів світлових років у сузір'ї Великої ведмедиці.
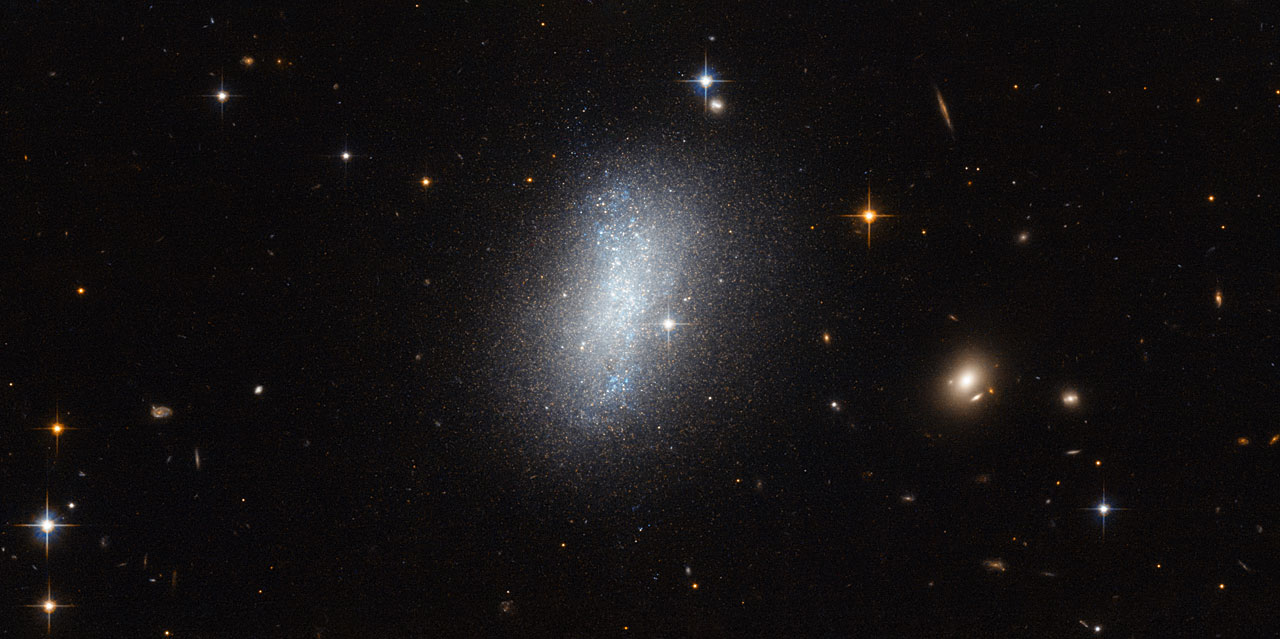
Карликова неправильна галактика PGC 18431.
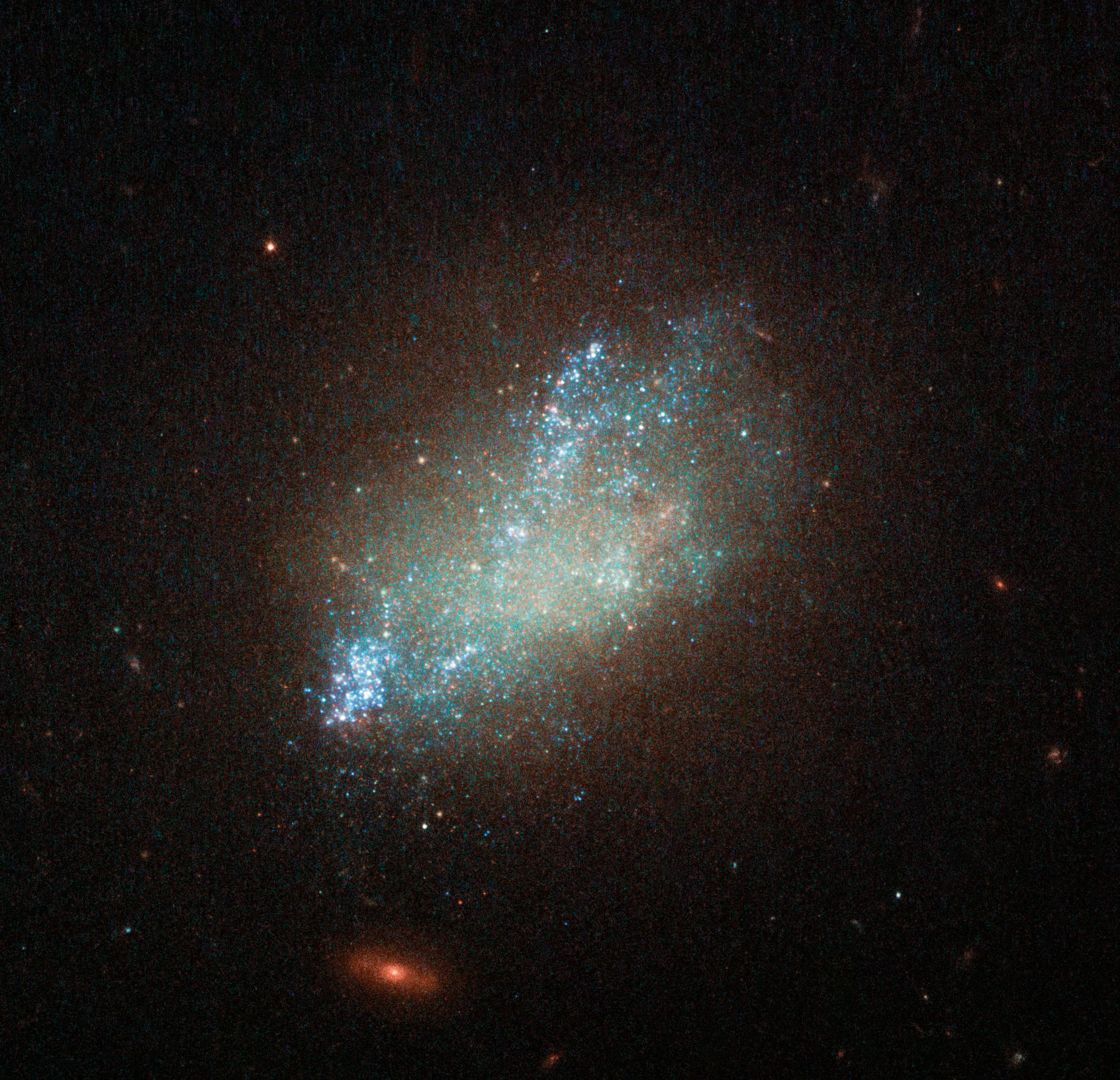
IC 559 класифікується як галактика типу Sm.
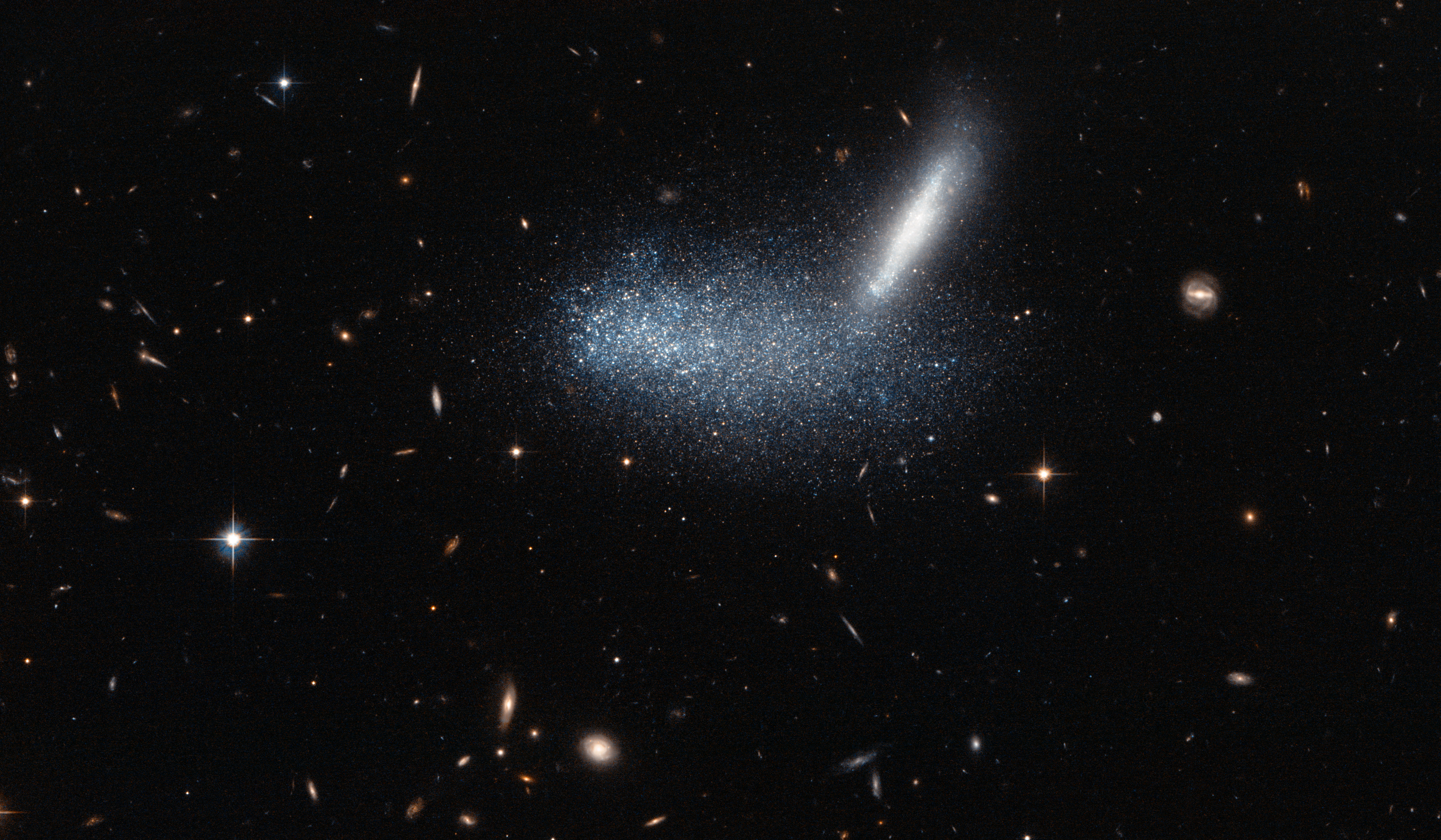
Неправильна карликова галактикаPGC 16389 покриває сусідню галактикуAPMBGC 252+125-117.

## Темна матерія
Виявлено dI-галактики, які містять більше газу, ніж зір. Наприклад, світність галактики M81 dwA виявилася всього близько 500 000 світностей Сонця. Аналіз швидкостей газу в таких галактиках вказує на те, що гравітації зір і газу не достатньо, щоб галактика існувала як єдине ціле, тобто існує невидима темна матерія, яка складає, можливо основу таких галактик. Більш того, знайдено хмари газу зовсім без зір.